# 卡皮拉約克山
12°36′30″S 75°27′26″W / 12.60833°S 75.45722°W
卡皮拉約克山（Kapillayuq），是秘魯的山峰，位於該國中部胡寧大區，由萬卡約省的上瓊戈斯區負責管轄，屬於安地斯山脈的一部分，海拔高度5,129米。